# Roddy Darragon
Roddy Darragon (n. 31 august 1983, Annecy, Franța) este un schior de fond ce a reprezentat Franța, medaliat olimpic. A participat la 3 ediții ale Jocurilor Olimpice (2002, 2006, 2010) în care a câștigat o medalie de argint.